# 磐田市立富士見小学校
磐田市立富士見小学校（いわたしりつ ふじみしょうがっこう）は、静岡県磐田市富士見町4丁目にある公立小学校。

## 沿革
- 1980年（昭和55年）
  - 4月 - 開校。校訓「正しく・強く・仲良く」制定。
  - 5月 - 低学年具（通門脇）設置。
  - 8月 - プール完成。
  - 10月 - アスレチック（初代）完成。
  - 11月 - 校歌の曲決定。
- 1981年（昭和56年）
  - 2月 - 「わんぱくの森」への渡り橋完成。
  - 3月 - 屋内運動場完成。
- 1989年（平成元年）6月 - 開校10周年記念式典行事開催。
- 1990年（平成2年）2月 - わんぱく広場完成。2代目アスレチック（わんぱくの城）完成。
- 1993年（平成5年）5月 - プレハブ校舎（生活科室、図工室）増設。
- 1998年（平成10年）3月 - わんぱく広場に農園を移設。
- 1999年（平成11年）11月 - 開校20周年記念式典行事開催。
- 2003年（平成15年）6月 - 芝生広場完成。
- 2004年（平成16年）
  - 3月 - 中庭に2代目ヤマモモ植樹。
  - 8月 - パソコン40台整備。
- 2005年（平成17年）
  - 2月 - 体育館耐震補強工事。
  - 3月 - 学級増により教室改装。
  - 4月 - 住所変更により、学校住所が、「磐田市富士見町4丁目9番地5」となる。
- 2006年（平成18年）8月 - 児童通門南側及び校地南側フェンス設置。
- 2007年（平成19年）3月 - 放課後児童クラブ東側及びわんぱく広場西側の2箇所門設置。

## 通学区域
- 富士見町、富士見台、元天神町、岩井の一部、西貝塚の一部、見付の一部、向笠新屋の一部[1]

## 進学先中学校
- 磐田市立城山中学校 - 公立学校に進学する場合の主な進学先中学校[2]

## 周辺
- 静岡県道277号磐田山梨線
- 富士見北公園
- 矢奈比売神社（見付天神）

## 交通
- 遠鉄バス「80」中ノ町磐田線で、「富士見町」バス停下車後、徒歩約900m・約15分。
- 自主運行バス磐田線（秋葉バスサービス）「元天神町」バス停下車後、徒歩約300m・約5分。こちらの路線は平日のみの運行となっている。